# قلعه اولاد
این قلعه در جانب شرق جاده فیروزکوه به سوادکوه و در ارتفاعات مشرف به منتطقه نباشد که بین پل سفید و ورسک و دو قله نوک تیز در دامنه‌های جنگلی شمال آن قرار دارد.
درمیان ویرانه‌های قلعه اولاد، پایه سه برج در جانب شرقی قله و آثار باروها و آب آن باروها دیده می‌شود. در حفاریهای غیر مجار دهه‌های قبل، در این محل لوله‌های آبرسانی مسی با قطر ۷ سانتی‌متر، بهمراه کاسه‌های سفالی منقوش و رنگارنگ بدست آمده که بیانگر رونق آن در اوایل دوران اسلامی می‌باشد. این لوله‌های مسی آب را از مسیری دور دست به داخل قلعه هدایت می‌کردند. مصالح اصلی آن آجر، سنگ و گچ است. در فاصله اندکی، در غار قرار دارد که به زندان معروف می‌باشند و احتمالاً در زمان رونق قلعه، دشمنان را در این غارها حبس می‌کرده‌اند.

## تدوین
فرامرز سوادکوهی
وب‌گاه شهرستان سوادکوه و شیرگاه